# Hypophryxus leptochelae
Hypophryxus leptochelae is een pissebed uit de familie Bopyridae. De wetenschappelijke naam van de soort is voor het eerst geldig gepubliceerd in 1966 door Pillai.